# Public Affection
Public Affection – wcześniejsza nazwa grupy Live. W 1989 roku zespół wydał studyjny album pt. The Death of a Dictionary odbywając, w związku z jego wydaniem, blisko dwuletnie tournée pomiędzy rokiem 1989 a 1990. W 1990 roku zespół wydał demo składające się z pięciu utworów Divided Mind, Divided Planet.

## Spis Albumów
| LP | Tytuł Albumu                 | Data Wydania |
| -- | ---------------------------- | ------------ |
| 1  | The Death of a Dictionary    | 1989         |
| 2  | Divided Mind, Divided Planet | 1990         |